# Katibasia
Katibasia is een monotypisch geslacht van straalvinnige vissen uit de familie van de steenkruipers (Balitoridae).

## Soort
- Katibasia insidiosa Kottelat, 2004